# Jakobínský klášter v Toulouse
Jakobínský klášter v Toulouse (francouzsky Couvent des Jacobins de Toulouse) je významná památka jihofrancouzské gotiky ze 13. století, bývalý dominikánský klášter. (Dominikánům se ve Francii říkalo i jakobíni podle zasvěcení jejich pařížské centrály.) Konvent stojí asi 200 metrů severně od řeky Garonny v historickém centru města Toulouse.

## Historie
Konvent založili dominikáni v dobách, kdy byli v jižní Francii pověřeni bojem proti katarům a Toulouse se stalo jejich významným centrem. Stavbu klášterního kostela z cihel a pískovce započali v roce 1230. Byl původně zasvěcen Panně Marii, později pak sv. Tomáši Akvinskému, jehož ostatky sem byly v roce 1369 přeneseny z Itálie. Klášter byl zrušen během Francouzské revoluce a několik desetiletí užíván jako kasárna, stáje a skladiště. Brzy však byla rozpoznána mimořádná historická a umělecká hodnota klášterních budov, a proto byl klášterní komplex roku 1865 získán do majetku města. Slouží od té doby kulturním účelům a je volně přístupný.

## Architektura
Bývalý kostel svatého Tomáše je převážně cihlová stavba, asi 80 m dlouhá a asi 20 m široká s mohutnou zvonicí vysokou 42 m na severní straně. Na západním štítu jsou tři malé věžičky. Vnitřek je rozdělen osmi štíhlými kamennými sloupy o výšce 22 m na dvě lodi s vysokými vrcholně gotickými okny. Osm polí lodi je zaklenuto žebrovými křížovými klenbami, poslední sloup v presbytáři nese velmi originální jedenácticípou hvězdovou klenbu, tak zvanou "palmu z Toulouse". Presbytář je od lodi jen velmi nenápadně oddělen, kolem závěru byl původně věnec kaplí.
Čtvercový rajský dvůr s křížovou chodbou přiléhá k severní stěně kostela. Arkády jsou neseny dvojicemi tenkých mramorových sloupků s ozdobnými hlavicemi. Na straně proti kostelu navazuje úzký refektář (jídelna), asi 20 m dlouhý a neobvykle vysoký. Na východní straně je trojlodní kapitulní síň a uprostřed rajského dvora obvyklá studna s kašnou.

## Galerie

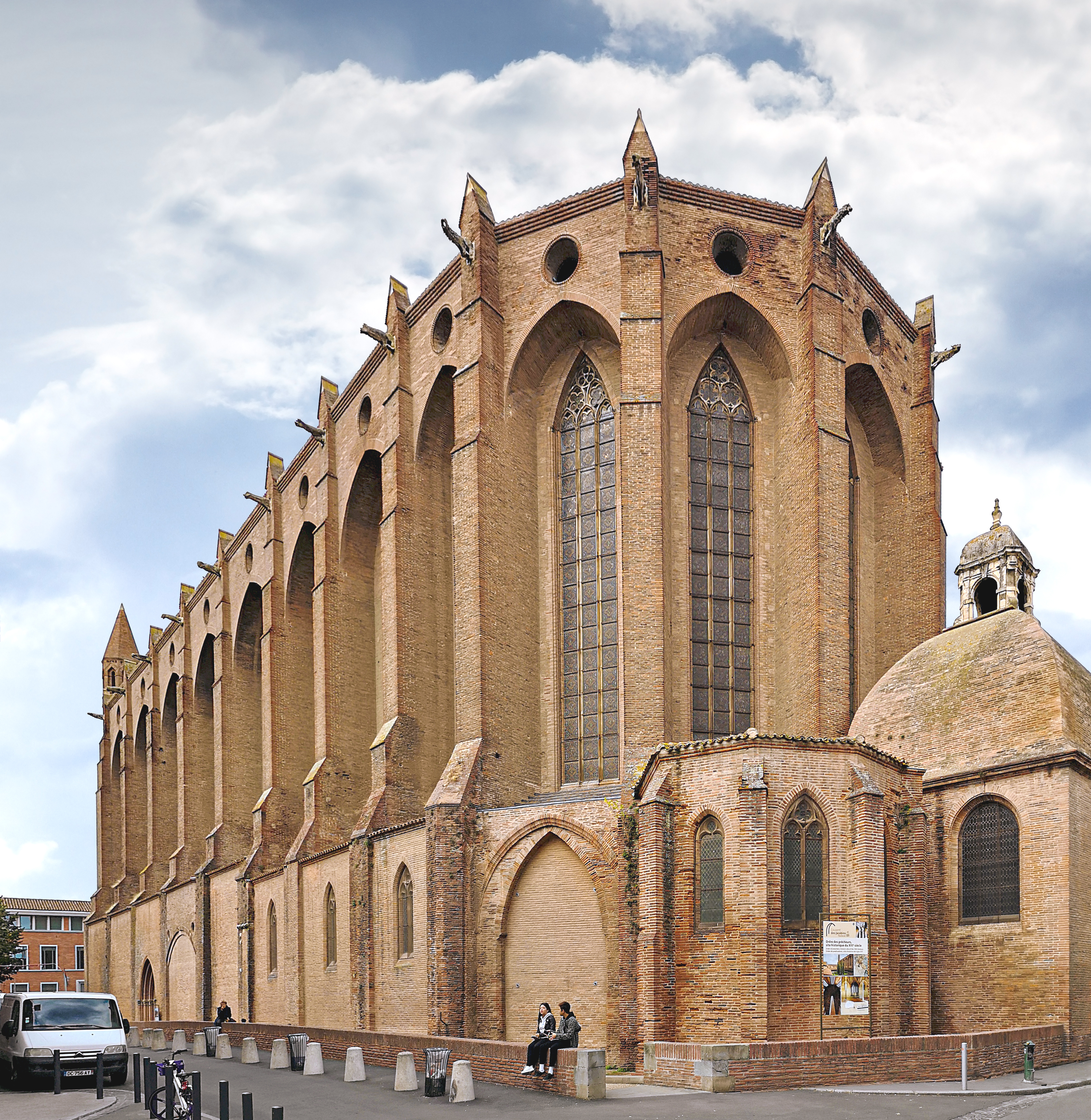
Závěr kostela
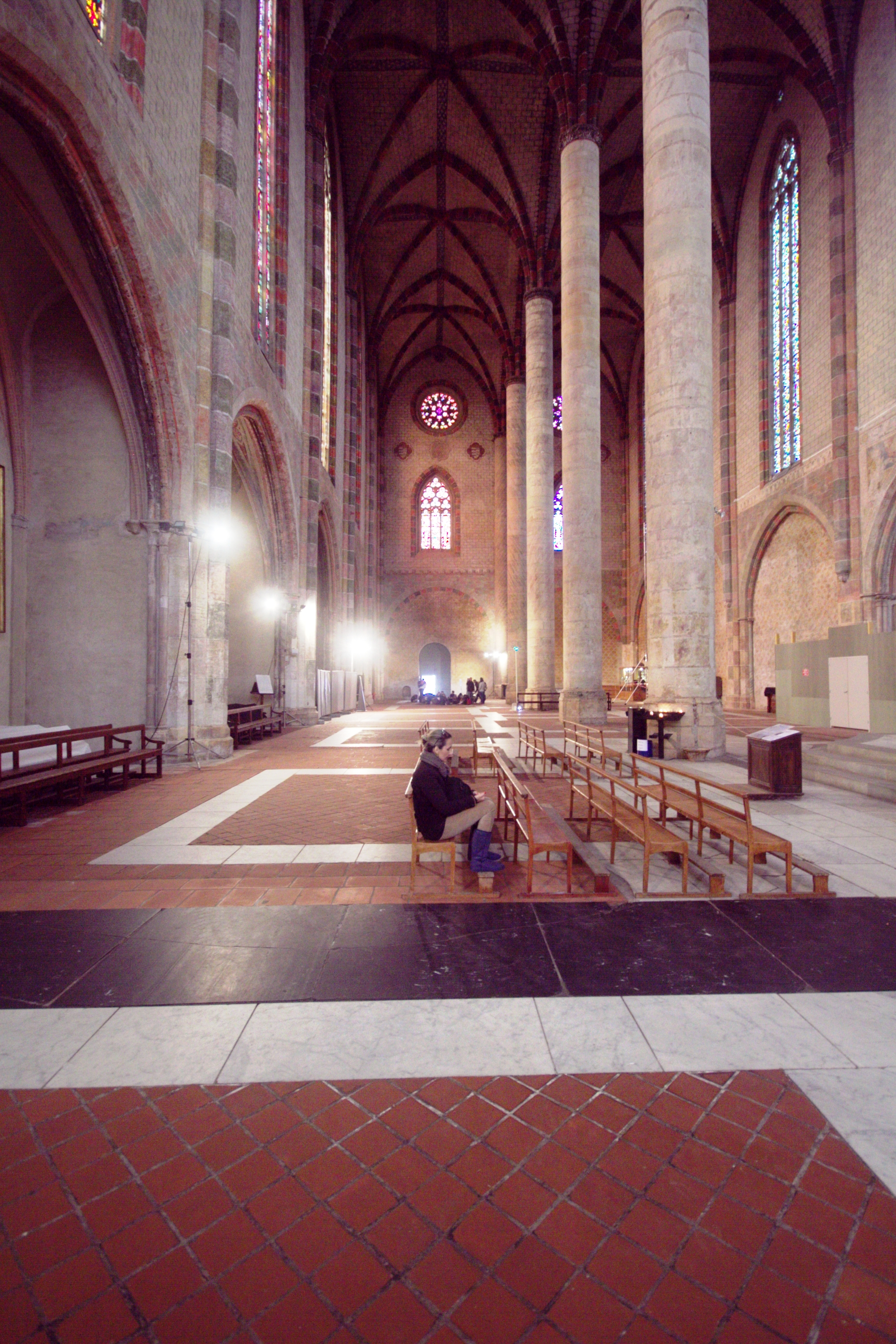
Loď kostela směrem k západu
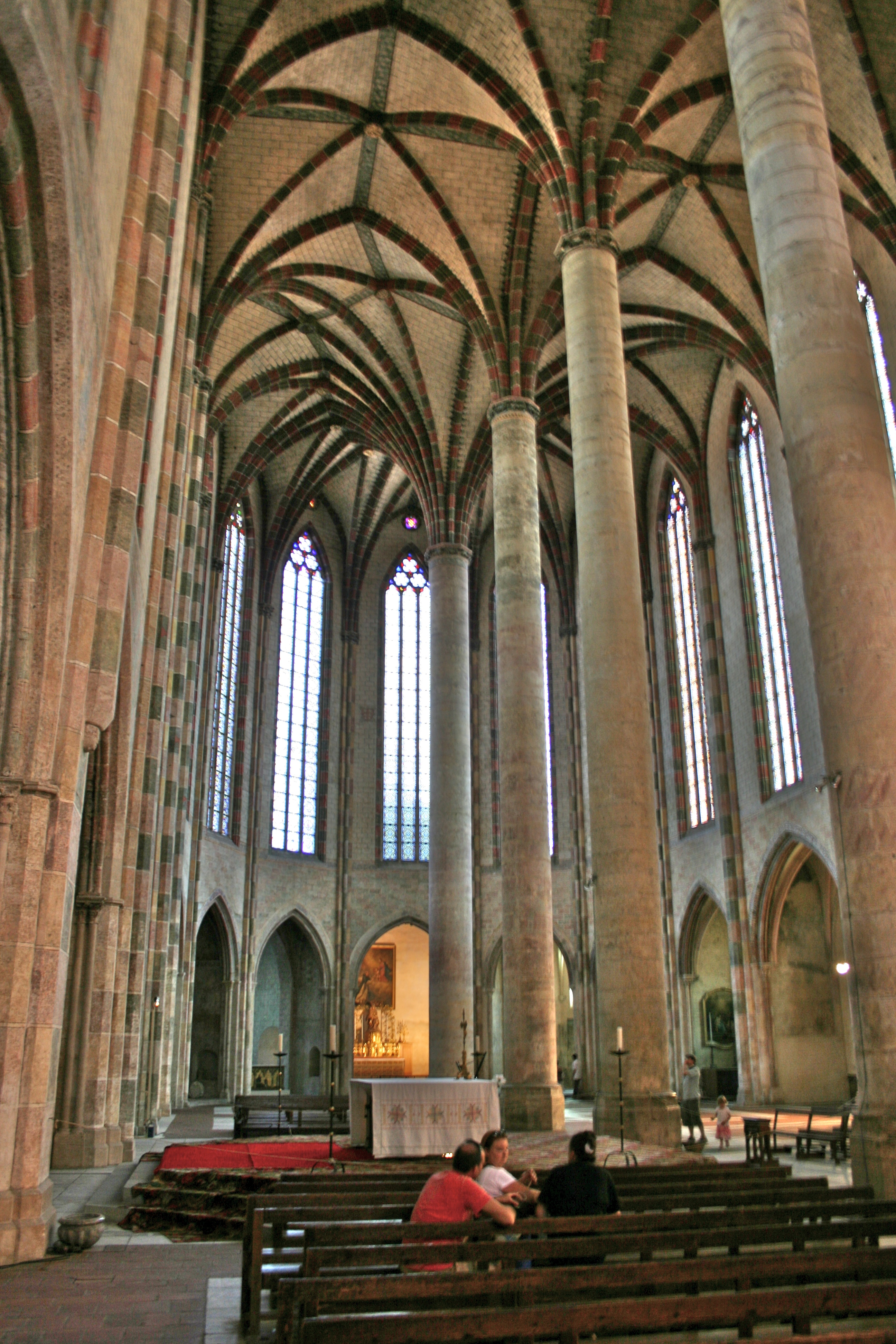
Presbytář kostela (závěr)
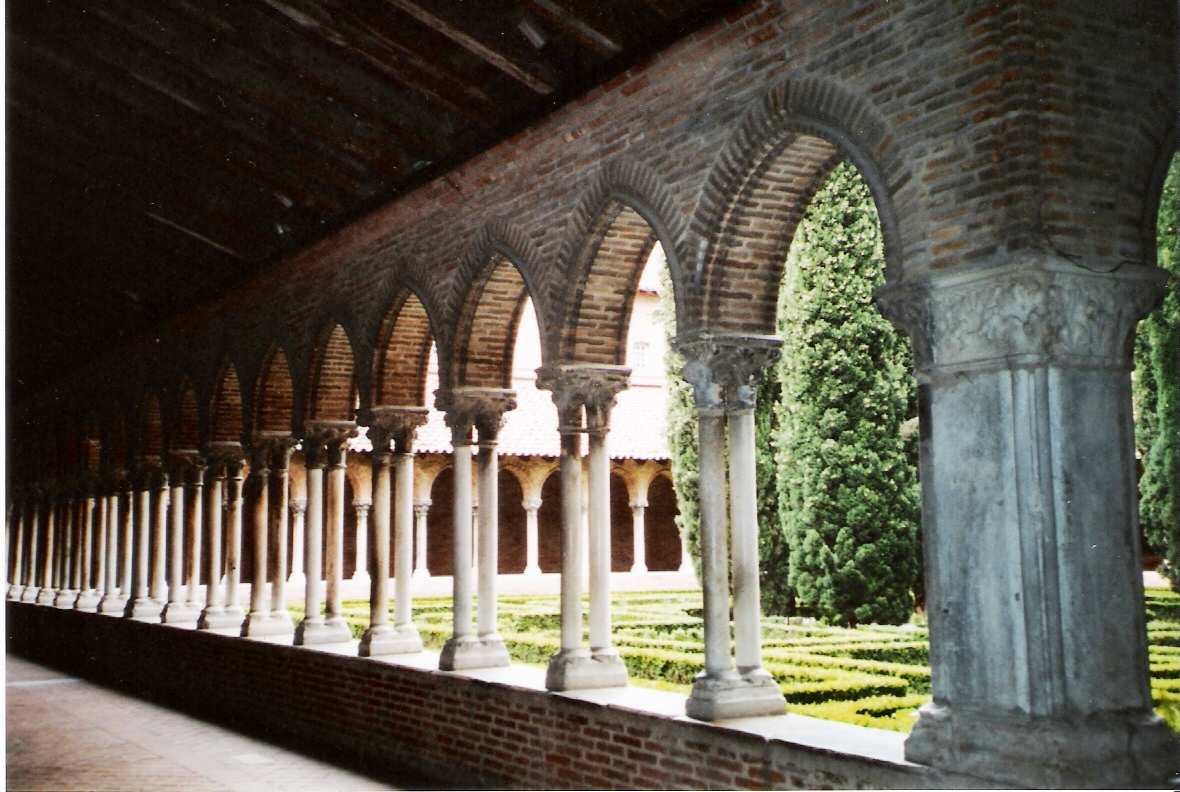
Rajský dvůr kláštera
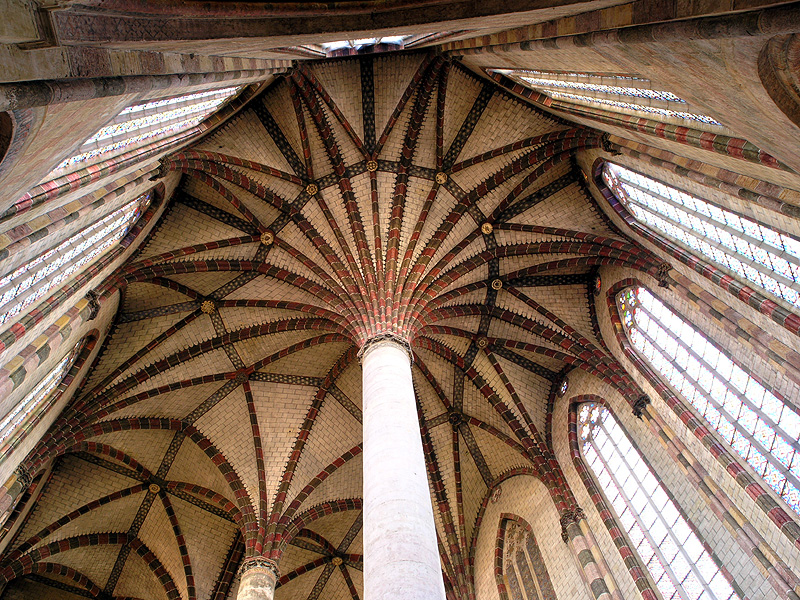
Palma v závěru kostela